# Hodgkinova bolest
Hodgkinova bolest (Hodgkinov limfom) je vrsta limfoma koja se razlikuje od drugih nalazom posebne vrste stanica raka zvanih ReedSternbergovim stanicama koje pod mikroskopom imaju osobit izgled.
ReedSternbergove stanice su veliki maligni limfociti koji imaju više od jedne jezgre. Mogu se vidjeti kada se pod mikroskopom pregledava uzorak tkiva limfnoga čvora. Hodgkinova se bolest razvrstava u četiri tipa na temelju značajki tkiva koje se vidi pod mikroskopom.

## Uzrok
U Sjedinjenim Američkim Državama svake se godine pojavi 6.000 do 7.000 novih slučajeva Hodgkinove bolesti. Bolest je češća u muškaraca nego u žena―na svake dvije žene obole oko tri muškarca. Hodgkinova bolest može se razviti u svakoj životnoj dobi, ali se rijetko javi prije 10. godine. Najčešće se javlja u dobi između 15 i 34 godine i u onih iznad 60. Uzrok je nepoznat, premda neki stručnjaci sumnjaju na virus, kao što je EpsteinBarrov virus. Međutim, čini se da bolest nije zarazna.